# جسیکا-رز کلارک
جسیکا-رز کلارک (انگلیسی: Jessica-Rose Clark؛ زادهٔ ۲۸ نوامبر ۱۹۸۷) ورزشکار هنرهای رزمی ترکیبی اهل استرالیا است. وی از سال ۲۰۱۲ میلادی تاکنون مشغول فعالیت بوده‌است.